# Buggy Autodynamisch Centrum

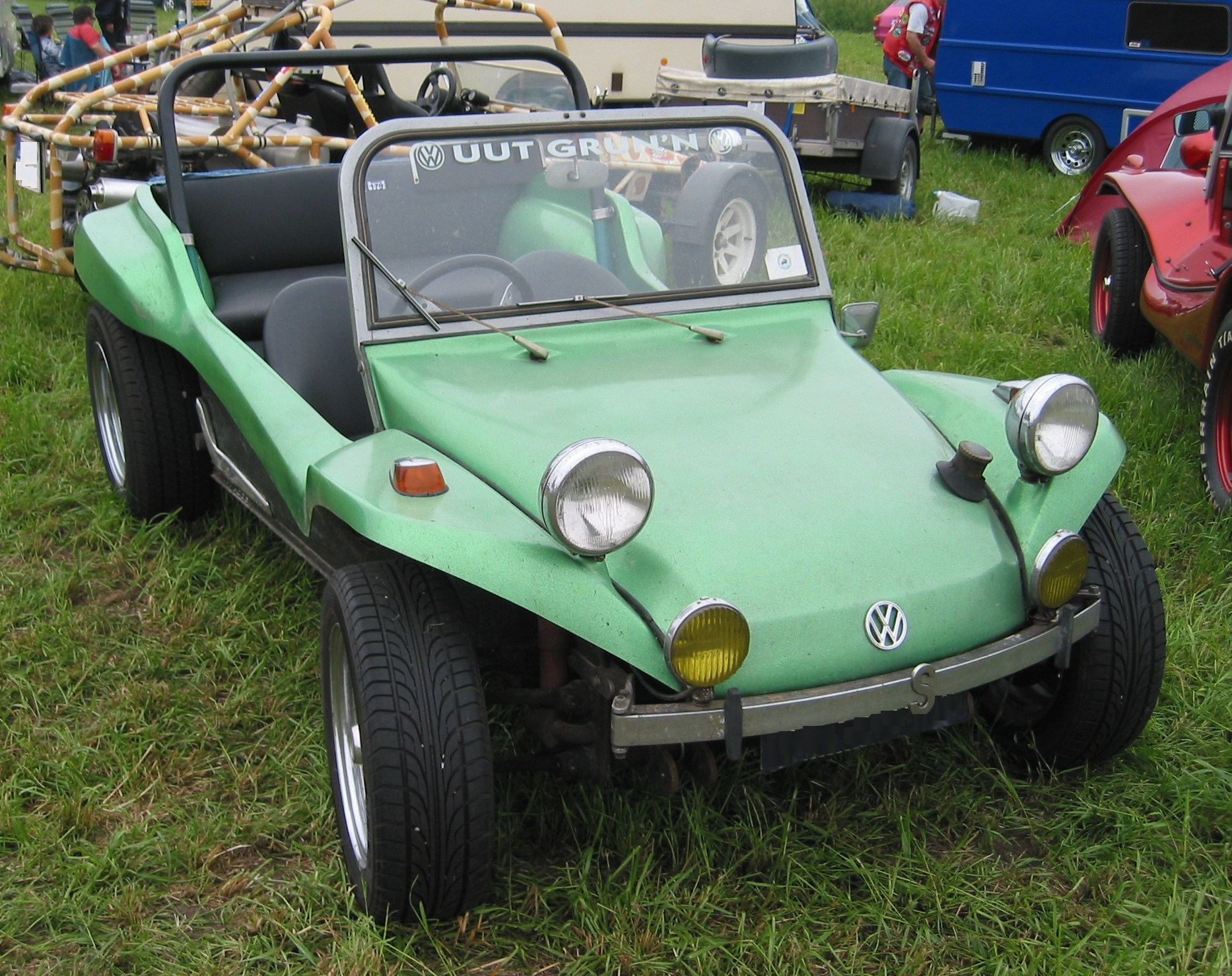
Schollen’s Woestijnrat Buggy

Buggy Autodynamisch Centrum (BAC) war ein niederländischer Hersteller von Automobilen.

## Unternehmensgeschichte
Henk Schollen wurde 1969 während eines Aufenthalts in den Vereinigten Staaten von Amerika auf Buggys aufmerksam. Nach seiner Rückkehr gründete er in Tilburg das Unternehmen zur Produktion von Automobilen. 1973 endete die Produktion nach etwa 500 hergestellten Exemplaren. Der Markenname lautete Schollen.

## Automobile
Das einzige Modell Schollen’s Woestijnrat war ein Buggy auf dem Fahrgestell vom VW Käfer. Die Preise betrugen 2200 Niederländische Gulden für einen Bausatz und 6325 Gulden für ein komplett montiertes Fahrzeug.